# Bernard Bober
Bernard Bober (Laborcmező, 1950. november 3. –) katolikus pap, kassai érsek.

## Pályafutása
1974. június 8-án szentelték pappá.

### Püspöki pályafutása
1992. december 28-án vissalsai címzetes püspökké és kassai segédpüspökké nevezték ki. 1993. január 30-án szentelte püspökké Jozef Tomko bíboros, a Népek Evangelizációjának Kongregációja prefektusa, Ján Sokol nagyszombati érsek és Alojz Tkáč kassai érsek segédletével.
2010. június 4-én kassai érsekké nevezték ki.